# Municipio de Madison (condado de Johnson, Iowa)
El municipio de Madison (en inglés: Madison Township) es un municipio ubicado en el condado de Johnson en el estado estadounidense de Iowa. En el año 2010 tenía una población de 3047 habitantes y una densidad poblacional de 49,37 personas por km².

## Geografía
El municipio de Madison se encuentra ubicado en las coordenadas 41°46′7″N 91°40′10″O / 41.76861, -91.66944. Según la Oficina del Censo de los Estados Unidos, el municipio tiene una superficie total de 61.72 km², de la cual 60,24 km² corresponden a tierra firme y (2,39 %) 1,48 km² es agua.

## Demografía
Según el censo de 2010, había 3047 personas residiendo en el municipio de Madison. La densidad de población era de 49,37 hab./km². De los 3047 habitantes, el municipio de Madison estaba compuesto por el 93,17 % blancos, el 2,07 % eran afroamericanos, el 0,03 % eran amerindios, el 1,77 % eran asiáticos, el 0,66 % eran de otras razas y el 2,3 % eran de una mezcla de razas. Del total de la población el 3,25 % eran hispanos o latinos de cualquier raza.